# Serrat de Puig Orris

El Serrat de Puig Orris, respecte del terme de Castellcir

El Serrat de Puig Orris, o Serrat d'Orris, és un serrat que es troba en el límit dels termes municipals de Castellcir i Castellterçol, a la comarca del Moianès.
Està situat a l'extrem nord del terme de Castellterçol, a l'extrem oriental de l'enclavament de Marfà, del terme municipal de Castellcir. És al sud-oest del Turó de Pujalt, al nord-est de les Roques de Sant Llogari, a llevant de la masia de la Closella i al sud-oest de la de Pujalt. El seu extrem nord-oriental és el turó de la Trona.